# Garchitorena
Garchitorena ist eine philippinische Stadtgemeinde in der Provinz Camarines Sur. Sie hat 27.010 Einwohner (Zensus 1. August 2015). Die Gemeinde liegt auf der  gebirgigen Caramoan-Halbinsel, an der Küste der Philippinensee. Ihre Nachbargemeinden sind Caramoan im Osten, Presentacion im Südosten und Lagonoy im Westen.
Zum Verwaltungsgebiet der Gemeinde gehören die Inseln Quinalasag-, Matanga-, Malabungut- und Lamit Islands.

## Baranggays
Garchitorena ist administrativ in 23 Baranggays unterteilt.
| - Ason (Anson) - Bahi - Binagasbasan - Burabod - Cagamutan - Cagnipa - Canlong - Dangla - Del Pilar - Denrica - Harrison - Mansangat | - Pambuhan - Barangay I (Pob.) - Barangay II (Pob.) - Barangay III (Pob.) - Barangay IV (Pob.) - Sagrada - Salvacion - San Vicente - Sumaoy - Tamiawon - Toytoy |